# Amortem
Amortem es el cuarto disco de la banda finlandesa Ruoska, además es el primero lanzado bajo el sello discográfico EMI.

## Lista de canciones
1. Intro (1.55)
2. Amortem (5.02)
3. Pure minua (4.09)
4. Taivas palaa (4.21)
5. Järvet jäihin jää (4.45)
6. Sika (3.44)
7. Viiden tähden helvetti (3.29)
8. Mies yli laidan (3.32)
9. Tuonen orjat (4.21)
10. Alasin (4.23)
11. Kesä tulla saa (4.23)